# Lelija
Le mont Lelija est situé en Bosnie-Herzégovine, dans les Alpes dinariques. Avec 2 032 mètres d'altitude, c'est le point culminant du massif de la Zelengora.
Il se situe à une heure de route au sud de Sarajevo.